# Lebet wohl, beliebte Bäume
Lebet wohl, beliebte Bäume (Duits voor Leef goed, geliefde bomen) is een tekst van Johann Wolfgang von Goethe. Het komt voor in diens zangspel Claudine von Villa Bella uit 1776.

## Tekst
Het is een deel van de tekst die Pedro spreekt/zingt. De tekst luidt:
Lebet wohl, geliebte Bäume,
Wachset in der Himmels-Luft:
Tausend liebevolle Träume
Schlingen sich durch euren Duft.
Doch was steh' ch und verweile?
Wie so schwer, so bang' ist's mir?
Ja, ich gehe! Ja, ich eile!
Aber ach mein Herz bleibt hier.

## Muziek
De tekst inspireerde diverse componisten tot het schrijven van een toonzetting bij die tekst:
- Josephine Lang voor haar Sechs Lieder opus 9, waarin het het eerste lied is; (1832)
- Ferdinand von Hiller (1837), een losstaand lied
- F. W. Otto Braune gaf het uit in een verzameling op muziek gezette gedichten (1849)
- Niels Gade (ongedateerd), een losstaand lied

### Josephine Lang
Josephine Lang (1815-1880) was een Duitse zangeres en pianist. Zij schreef bijna uitsluitend liederen. Daarbij bestond het merendeel uit het gebruik van teksen van diverse schrijvers binnen één opusnummer. Haar opus 9 bevatte bijvoorbeeld:
1. Lebet wohl, geliebte Bäume, tekst van Johann Wolfgang von Goethe
2. Frühlingsgedränge, tekst van Nikolaus Lenau
3. Nach dem Abschied,  tekst van Christian Reinhold Köstlin
4. Am Morgen,  tekst van Christian Reinhold Köstlin
5. Lied („Freund ach, und Liebling“), tekst waarschijnlijk van Johann Aloys Blumauer
6. Komm Liebchen,  tekst van Johann Georg Jacobi

### Niels Gade
Binnen het oeuvre van Niels Gade is het een van de liederen, waarvan de exacte geschiedenis onbekend is. Gade was als componist wel gericht op Duitsland, aangezien hij vaak in Leipzig verbleef als componist dan wel als dirigent van het Gewandhausorchester.